# Heihō kadensho
Un libro ereditario sull'arte della guerra o Heihō kadensho (兵法家伝書), è un testo giapponese sulla teoria e la pratica della spada e della strategia, scritto dal samurai Yagyū Munenori nel 1632. Insieme a Il libro dei cinque anelli di Miyamoto Musashi, è uno dei trattati preminenti sulla guerra nella letteratura classica giapponese. Simile al lavoro contemporaneo di Musashi, quello di Munenori ha raccolto appeal per la sua applicabilità oltre il paradigma guerriero.

## Contenuto
Il libro è diviso in tre capitoli". The Killing Sword" affronta la forza come rimedio al disordine e alla violenza. La seguente "Spada vivificante" considera il ruolo della prevenzione nei conflitti. Infine, in "No Sword", vengono esplorati i meriti di utilizzare le risorse dell'ambiente a proprio massimo vantaggio.

### Nessuna spada
Questo capitolo discute strategie come il terreno più alto può dare un vantaggio sui tuoi nemici e come usare il tempo inclemente a tuo vantaggio. Ci sono diverse menzioni di come il terreno irregolare possa fare la differenza in battaglia e di come una cosa semplice come una pietra sciolta possa far girare il tavolo sul tuo nemico.